# 日本デコラックス
日本デコラックス株式会社（にほんデコラックス、英: NIHON DECOLUXE CO., LTD.）は、愛知県丹羽郡扶桑町に本社を置く建築材料メーカー。
名古屋証券取引所メイン市場単独上場銘柄である。
メラミン化粧板や接着系アンカー（ケミカルアンカー）などの製造販売を行っている。なお、ケミカルアンカーは同社の登録商標であり、国内トップシェアを誇る。

## 沿革
- 1958年（昭和33年）8月4日 - 「日本デコラックス株式会社」を設立[2]。
- 1970年（昭和45年）9月 - 販売部門を分離し、株式会社ニチデコを設立[2]。
- 1985年（昭和60年）10月 - 株式会社ニチデコを吸収合併[2]。
- 1988年（昭和63年）11月10日 - 名古屋証券取引所市場第二部に株式を上場[2]。
- 1999年（平成11年）2月 - ISO 9001認証を取得[2]。
- 2002年（平成14年）3月 - ISO 14001認証を取得[2]。
- 2008年（平成20年）10月23日 - 子会社であった株式会社太平洋を吸収合併[2]。

## 事業所
- 本社・本社工場（愛知県丹羽郡扶桑町）[5]
- 三重工場（三重県三重郡川越町）[5]
- 札幌営業所（北海道札幌市白石区）[5]
- 東京営業所（東京都千代田区）[5]
- 仙台営業所（宮城県仙台市宮城野区）[5]
- 名古屋営業所（愛知県丹羽郡扶桑町）[5]
- 大阪営業所（大阪府大阪市西区）[5]
- 福岡営業所（福岡県福岡市博多区）[5]

## 関連会社
- PT. SUPREME DECOLUXE（インドネシア）